# Ammocharis
Ammocharis es un género de plantas herbáceas, perennes y bulbosas perteneciente a la familia Amaryllidaceae. El género comprende 6 especies originarias de África. 

## Taxonomía
El género fue descrito por  William Herbert y publicado en An Appendix 17. 1821.
Etimología
Ammocharis: nombre genérico que deriva de las palabras griegas: ἄμμος (ammos) "arena" y χάρις (charis) "alegría" que significa "alegría (es decir "belleza") de arena".

## Especies
Las especies del género, conjuntamente con la cita válida y su distribución geográfica, se listan a continuación:
- Ammocharis angolensis (Baker) Milne-Redh. & Schweick., J. Linn. Soc., Bot. 52: 186 (1939). Uganda a Angola.

- Ammocharis baumii (Harms) Milne-Redh. & Schweick., J. Linn. Soc., Bot. 52: 187 (1939). África tropical a Namibia.
- Ammocharis coranica (Ker Gawl.) Herb., Appendix: 17 (1821). Originaria de Zimbabue hasta Sudáfrica.

- Ammocharis longifolia (L.) Herb., Appendix: 17 (1821). Distribuida desde el oeste de Namibia a la provincia del Cabo en Sudáfrica. Aquí se incluyen como sinónimos Cybistetes herrei (F.M.Leight.) D.Müll.-Doblies & U.Müll.-Doblies, y Cybistetes longifolia (L.) Milne-Redh. & Schweick., otrora consideradas un género aparte.

- Ammocharis nerinoides (Baker) Lehmiller, Novon 2: 33 (1993). De Namibia.

- Ammocharis tinneana (Kotschy & Peyr.) Milne-Redh. & Schweick., J. Linn. Soc., Bot. 52: 177 (1939). Distribuida por Sudán y Namibia.